# Antonín Choděra
Antonín Choděra (13. března 1837 Karlín – 17. května 1887 Karlín) byl rakouský sokolský funkcionář a politik české národnosti z Čech, poslanec Českého zemského sněmu.

## Biografie
Narodil se v Karlíně v rodině mydláře Jana Choděry. Vzdělání započal ve dvojtřídní škole, která byla umístěna v karlínské invalidovně a následně se vzdělával v Praze ve škole u Piaristů. Po několika letech strávených u Piaristů nastoupil na Techniku a věnoval se stavitelství. Studium ukončil s dobrým prospěchem a nastoupil jako asistent v továrně na tabák v Hainburgu a později v Pešti, kde byl několik let. Po návratu domů si zavedl obchod ze solí. Po dvou letech přijal místo disponenta v I. pražské zastavárně, brzy se stal jejím ředitelem a toto místo zastával až do své smrti. Působil jako statkář v Zápech. V roce 1871 se uvádí jako předseda výboru akciového cukrovaru v Toušni. Byl zakladatelem a starostou Sokola v Karlíně. Byl také členem obecního zastupitelstva v Karlíně. Profesí byl podle některých zdrojů architektem. Dobový nekrolog ovšem povolání architekta u zesnulého neuvádí. Choděra zastával funkci ředitele I. pražské zastavárny. Byl majitelem domů a členem mnoha spolků. Jako starosta Sokola inicioval výstavbu nové karlínské tělocvičny, která ovšem byla dokončena až po jeho smrti.
V 70. letech se zapojil do vysoké politiky. V doplňovacích volbách v roce 1874 byl zvolen na Český zemský sněm, kde zastupoval kurii venkovských obcí, obvod Karlín, Brandýs. Patřil k Národní straně (staročeské). Čeští poslanci tehdy praktikovali politiku pasivní rezistence (bojkotu sněmu), takže na práci sněmu se fakticky neúčastnil, byl pro absenci zbaven mandátu. V doplňovacích volbách roku 1875 místo něj byl v jeho volebním obvodu zvolen Antonín Otakar Zeithammer.
Zemřel v květnu 1887, po dlouhé a bolestivé nemoci (na „bělokrevnost“, tj. leukemii) ve věku 50 let. Sokolská jednota v Karlíně tehdy vyhlásila šestitýdenní smutek a nechal zesnulého připomenout pamětní deskou. Pohřben byl na Olšanských hřbitovech.